# 余華
余華（ユイ・ホア、Yu Hua、漢字日本語読み：よか、1960年4月3日- ）は中華人民共和国の作家である。

## 経歴

### 幼少期から創作活動を行うようになるまで
1960年、浙江省杭州市に生まれた。父親は浙江省防疫站の医師、母親は浙江医院の看護師であった。1962年、父が外科医として同じ浙江省の小さな町・海塩県の病院に勤務することとなったため、一家は海塩に引っ越した。幼いころからホルマリンとアルコールの匂いは身近にあり、血にまみれて手術室から出てくる父親の姿を目にして育った。また、夏は涼しい病院の霊安室を遊び場にしていたという。幼少期は文化大革命の時期(1966～1976年)と重なっており、社会の変動を経験した。余華が6歳であった1966年に始まったこの文化大革命では大人の暴力的な闘争を目の当たりにしており、このような体験は後の創作に影響を与えている。
1977年、文化大革命後に初めて行われた大学入学試験を受験したが、不合格となる。そのため、医療学校(衛生学校)へ入校した。1978年3月、海塩县武原鎮衛生院の歯科医として配属。しかし、歯科医としての勤務は性に合わず、1983年より海塩県文化館で勤務し始める。同年より文学創作を始め、文学雑誌『西湖』の1983年号に掲載された「第一宿舎」が処女作である。

### 創作活動開始以降
いくつかの短篇を発表したのち、雑誌『北京大学』1987年第1期に掲載された『十八歳の旅立ち』(原題『十八歳出門遠行』)が出世作となった。この作品は、理不尽な世の中を初めて知った少年の姿を象徴的に描いており、この作品を生み出した背景にはフランツ・カフカの影響があった。その後は、中編小説を次々に発表。夢と現実、常識と非常識、正気と狂気、さらには生と死の境界を超越して、人の世の不確実性を描くところに余華の持ち味が出ていた。
余華はリアリズムを基調とする中国文学に反抗し、実験的な構成と文体による小説を書こうとした。手法的には外国文学の影響を受け、伝統的なリアリズムの枠組みを打ち壊した新しさと実験性があったため、同時的に登場した他の若手作家・蘇童、格非らとともに「先鋒派」と呼ばれた。1991年、初の長編小説『雨に呼ぶ声』を発表。少年の断片をつなげた合わせた構成で、「先鋒派」時代の集大成とも言うべき幻想的な作品であった。
1988年から1991年にかけて、北京師範大学と魯迅文学院が協力して設けた創作研究生班で文学を学んだ。在学中にいくつかの中短編集を発表し、若い作家を対象としたこの講習会では莫言らとの交流があった。また、ここで知り合った陳虹(空軍政治部文芸工作団所属)と1992年に結婚し、北京に居を構えた。それを機に、1989年からは浙江省嘉興市文学芸術界聯合会の所属となっていたが、1993年に辞任し、創作に専念することにした。この間の主要な作品は、2冊の中短編小説集『十八歳の旅立ち』（作家出版、1989年）、『アクシデント』（原題『偶然事件』、花城出版社、1991年）としてまとめられている。また、「先鋒派」時代をしめくくる作品として、長編『雨に呼ぶ声』（原題『在細雨中呼喚』、『収穫』1991年六期）がある。1992年に『活きる』、その続編ともいうべき『血を売る男』を発表。しかしその後は寡作になり、散文、隋筆、評論を中心に活動する時期が続いた。2005年、約10年ぶりに『兄弟』を発表。2008年には初めて日本を訪れた。
中国作家協力第九年度全国委員会委員を務めている。

## 受賞・栄典
- 1998年：グリンザーネ・カヴール賞（イタリア）
- 2004年：芸術文化勲章（フランス）
- 2005年：第1回中華図書特殊貢献賞

## 作品とその特徴
- 作家を志した理由は、小学・中学生期に毛沢東選集と魯迅文集を読んだことだと述べている[18]。

### 長編小説
1991年に発表した『雨に呼ぶ声』は初の長編小説であった。翌1992年に発表した『活きる』がベストセラーとなり、チャン・イーモウ監督で映画化もされ話題となった。その次に姉妹編と言うべき小説となる『血を売る男』が発表された。
- 『活きる』：一庶民の苛酷な運命を書きつつも、叙述は淡々として読みやすい。主人公は国共内戦、土地改革、大躍進、文革の時代を生き抜く。
- 『血を売る男』：『活きる』の姉妹編と言うべき小説。製糸工場の労働者が人生の節目ごとに血を売って金を稼ぎ、結婚し子供を育てていく。

2005年に発表した『兄弟』では、文化大革命から開放経済までを描いた。悲惨な生活を描きながらも、作品の基調な決して暗くないため、庶民の圧倒的な支持を受け、この作品も上下巻合わせて100万部を超える売れ行きとなった。
- 『兄弟』：親の再婚によって義理の兄弟になった2人の男が進んだ対照的な人生を描く。前半と後半の2部作であり、前半はこの兄弟の少年時代の話で、文化大革命期を背景にしていることから、邦訳では「文革編」と名付けられた。地主出身という理由で父親は身柄を拘束され、母親は病気で入院してし、二人は飢えに苦しみながら生き延びる。結局、父親はリンチを受けて殺され、母親も夫を埋葬した後で息絶えて、兄弟は身寄りを失ってしまう。

『死者たちの七日間』は、そのエッセイ集が言及していた現代の中国社会の諸問題を反映している。
- 『死者たちの七日間』：不慮の死に見舞われた主人公は、この世とあの世の間をさまよいながら、自身の生活の秘密、養父との深い絆、妻との出会いと別れを思い起こす。生死の境を超越した作品。

### エッセイ集
- 『ほんとうの中国人の話をしよう。』の邦訳刊行によって、日本において余華は小説家としてだけでなく、時事問題について積極的に発現する作家として認識されるようになった[16]。なお天安門事件に言及しているため、中国本土では未刊行。10個のキーワードを通して、半世紀にわたる中国の歩みと社会問題、中国人の国民性を語ったもの[20]。
- 『中国では書けない中国の話』は、海外メディアのために書いたエッセイ集。2017年に全世界に先駆けて中国語版よりも早く日本で出版された。

『ほんとうの中国の話をしよう』の続編と言うことができ、全28篇のうちの17篇は「ニューヨーク・タイムズ」に掲載された。いずれも短文ながら、中国問題の現状分析は的確で、話題は、政治・経済・社会制度など、多方面に及んでいる。

## 著書

### 邦訳書籍
- 『活きる』飯塚容訳 角川書店 2002年(『活着』長江文芸出版社 1993年)
- 『兄弟』泉京鹿訳 文藝春秋社 2008年 (『兄弟』上海文芸 2005年)
- 『ほんとうの中国の話をしよう』飯塚容訳 河出書房新社 2012年
- 『血を売る男』飯塚容訳 河出書房新社 2013年(『許三観売血記』上海文芸出版社 2004年)
- 『死者たちの七日間』飯塚容訳 河出書房新社 2014年 (『第七天』新星出版社 2013年)
- 『中国では書けない中国の話』飯塚容訳 河出書房新社 2017年
- 『文城 夢幻の町』飯塚容訳 中央公論新社 2022年 (『文城』北京十月文芸出版社 2021年)

### その他
- 『雨に呼ぶ声』(『在細雨中呼喊』)

## 映像化
映画
- 活きる（原作：『活きる』、監督：チャン・イーモウ、主演：グォ・ヨウ、コン・リー、1994年）